# دیتونا بیچ (فلوریدا)
دیتونا بیچ (به انگلیسی: Daytona Beach) یکی از شهرهای ناحیه ولوسیا واقع در ایالت فلوریدای آمریکا است. طبق آمار رسمی منتشر شده توسط دولت ایالات متحده آمریکا این شهر در سال ۲۰۰۵ میلادی ، ۶۱،۰۰۵ نفر جمعیت داشته است.

## نگارخانه

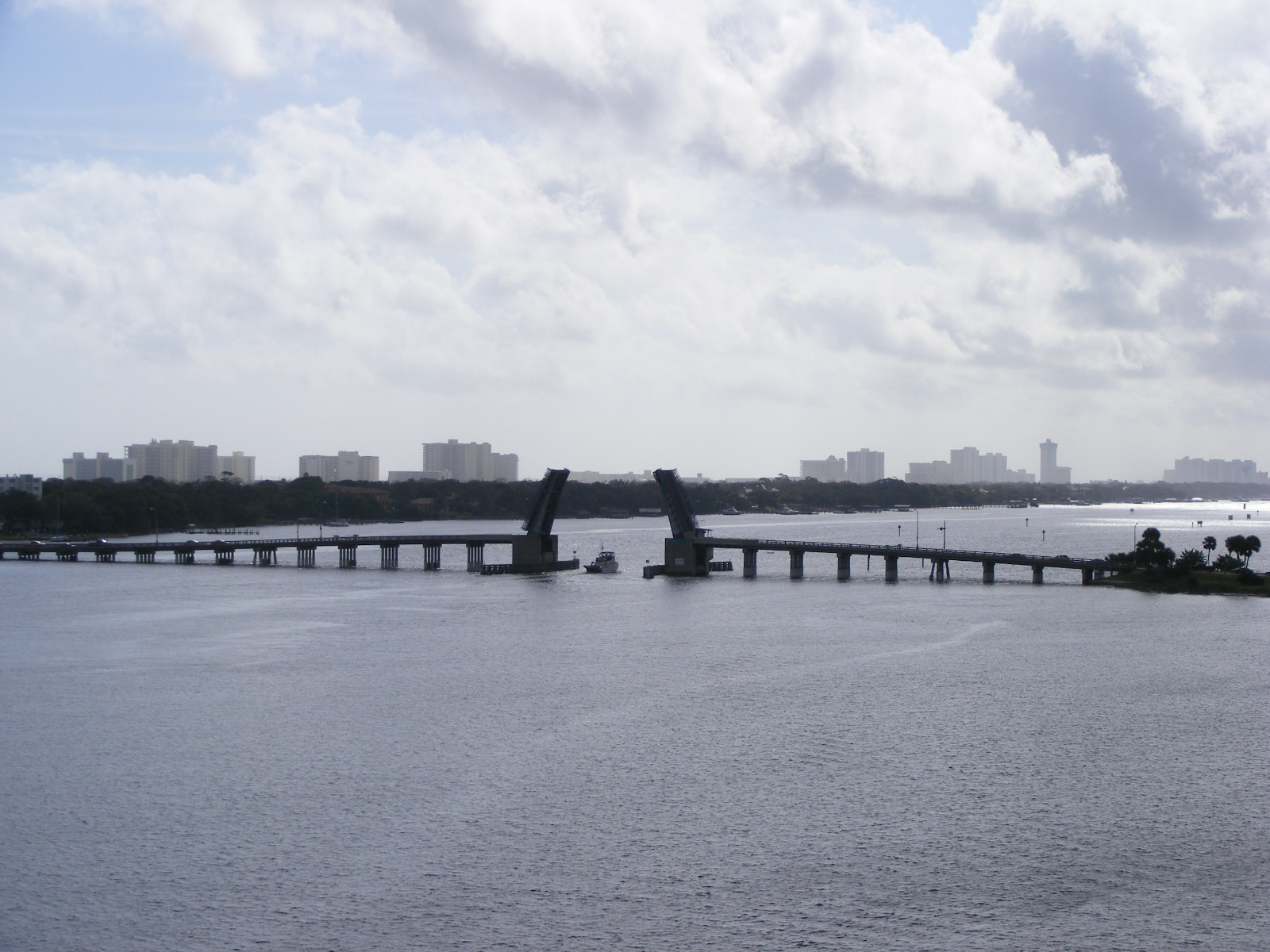
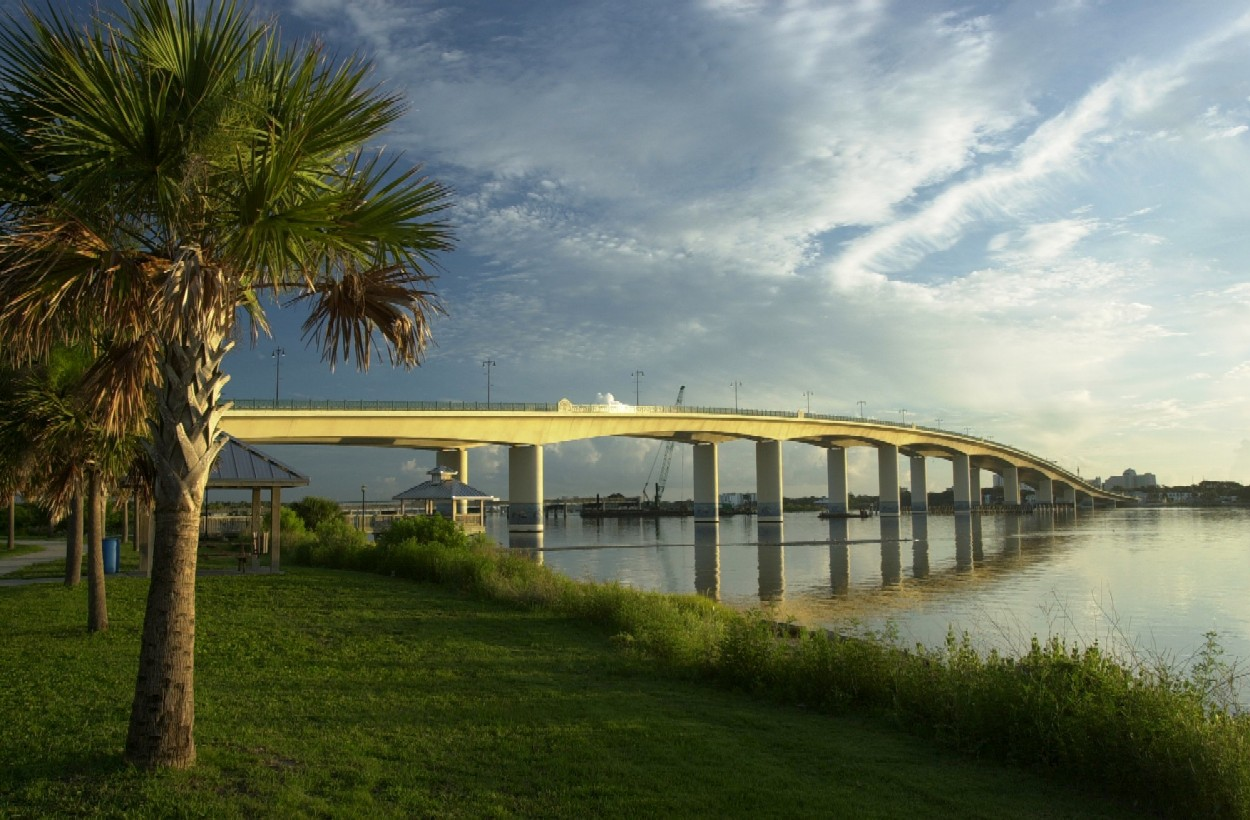
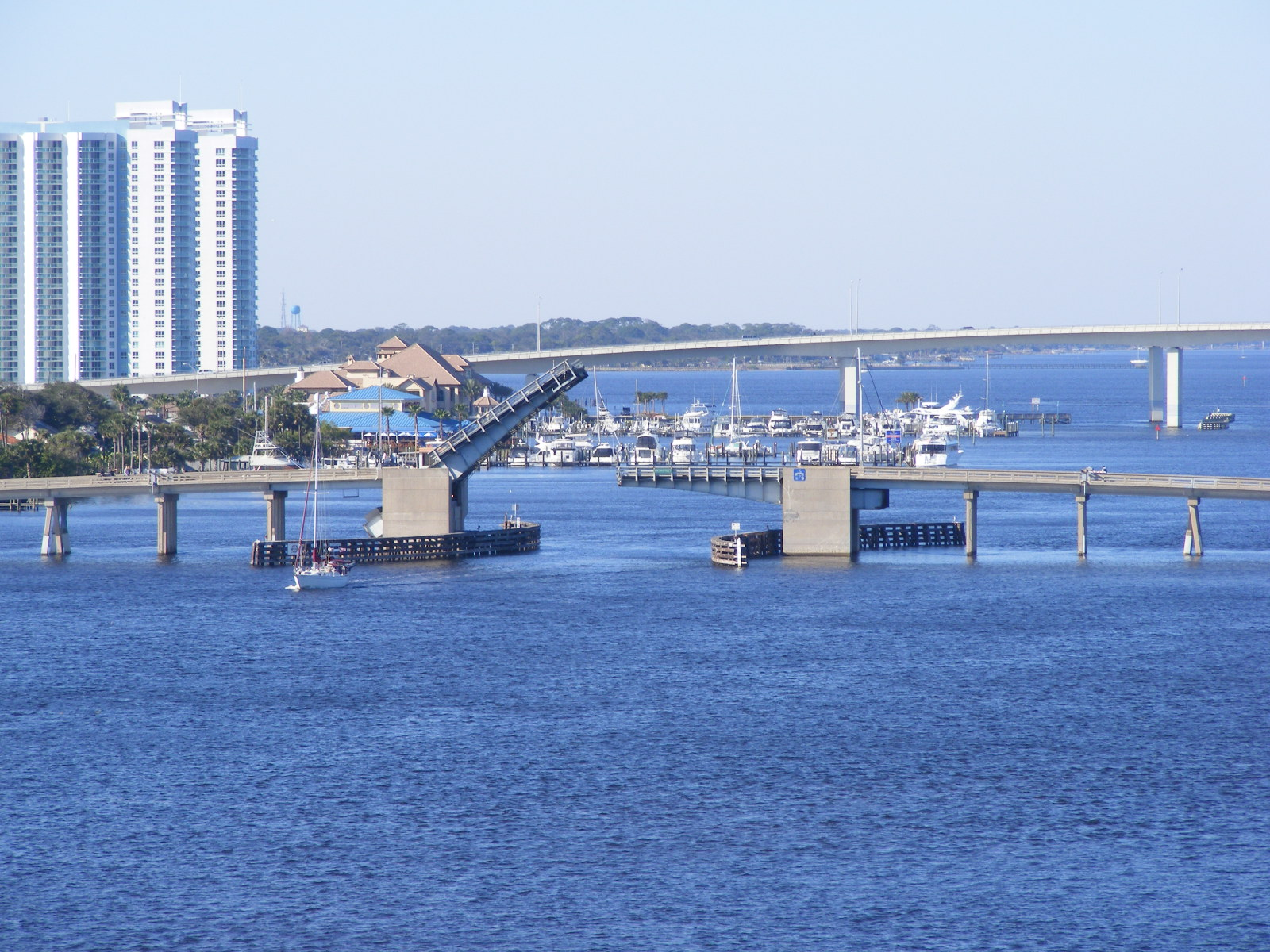
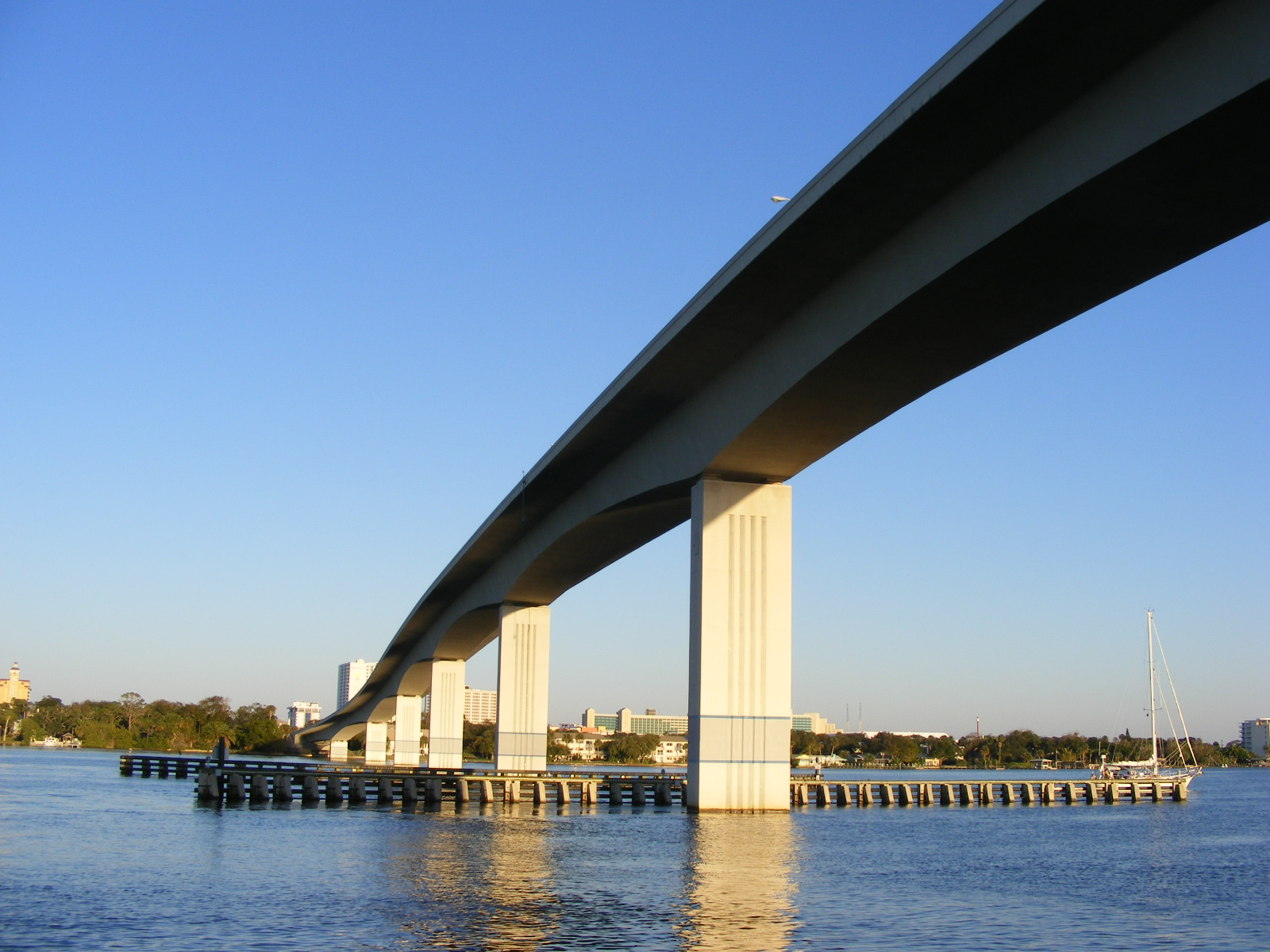